# Junior Eurovisiesongfestival 2023
Het Junior Eurovisiesongfestival 2023 was de 21ste editie van het Junior Eurovisiesongfestival. Het vond plaats op 26 november 2023 in het Palais Nikaïa in Nice, Frankrijk. Dit vanwege de overwinning van Frankrijk bij de editie van 2022. Het wordt georganiseerd door de EBU en France Télévisions.
Het gastland won dankzij Zoé Clauzure met het nummer Cœur voor het tweede jaar op rij (en derde maal in vier jaar tijd).

## Locatie

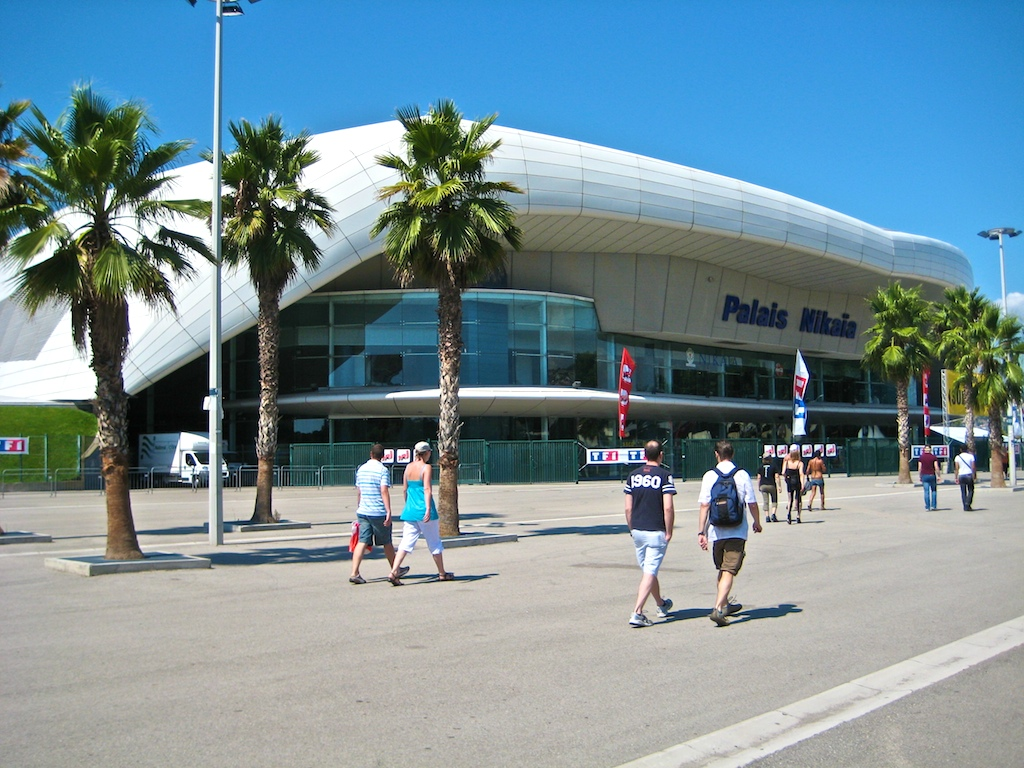
Palais Nikaïa, locatie van het Junior Eurovisiesongfestival 2023.

Het festival vond plaats in het Palais Nikaïa in Nice. Het was de eerste keer sinds 2019 dat het festival niet in een hoofdstad plaatsvond.

### Selectie gastland en locatie
In tegenstelling tot bij het Eurovisiesongfestival, heeft het winnende land niet automatisch het recht om te organiseren. Sinds 2011 heeft de winnaar wel de eerste keuze. Het is sindsdien dan ook slechts enkele keren voorgekomen dat het festival niet plaatsvond in het land dat een jaar eerder won.
Na de overwinning van Frankrijk op het Junior Eurovisiesongfestival 2022 gaven Alexandra Redde-Amiel, hoofd van de Franse delegatie, en Delphine Ernott, directeur van de Franse omroep France Télévisions, aan dat Frankrijk graag weer het festival wilde organiseren. Op 3 april maakte de organisatie bekend dat het festival in Nice zou worden gehouden.

## Uitslag
| Plaats | Land                | Taal                  | Artiest                            | Lied                 | Jury | Publiek | Totaal |
| ------ | ------------------- | --------------------- | ---------------------------------- | -------------------- | ---- | ------- | ------ |
| 1      | Frankrijk           | Frans                 | Zoé Clauzure                       | Cœur                 | 136  | 92      | 228    |
| 2      | Spanje              | Spaans                | Sandra Valero                      | Loviu                | 115  | 86      | 201    |
| 3      | Armenië             | Armeens en Engels     | Yan Girls                          | Do it my way         | 116  | 64      | 180    |
| 4      | Verenigd Koninkrijk | Engels                | STAND UNIQU3                       | Back to life         | 102  | 58      | 160    |
| 5      | Oekraïne            | Oekraïens en Engels   | Anastasia Dymyd                    | Kvitka               | 45   | 83      | 128    |
| 6      | Polen               | Pools en Engels       | Maja Krzyżewska                    | I just need a friend | 69   | 55      | 124    |
| 7      | Nederland           | Nederlands en Engels  | Sep & Jasmijn                      | Holding on to you    | 52   | 70      | 122    |
| 8      | Albanië             | Albanees              | Viola Gjyzeli                      | Bota ime             | 70   | 45      | 115    |
| 9      | Duitsland           | Duits                 | Fia                                | Ohne Worte           | 33   | 74      | 107    |
| 10     | Malta               | Engels                | Yulan Law                          | Stronger             | 51   | 43      | 94     |
| 11     | Italië              | Italiaans en Engels   | Melissa & Ranya                    | Un mondo giusto      | 37   | 44      | 81     |
| 12     | Noord-Macedonië     | Macedonisch en Engels | Tamara Grujeska                    | Kaži mi, kaži mi koj | 37   | 39      | 76     |
| 13     | Portugal            | Portugees en Engels   | Júlia Machado                      | Where I belong       | 30   | 45      | 75     |
| 14     | Georgië             | Georgisch en Engels   | Anastasia & Ranina                 | Over the sky         | 21   | 53      | 74     |
| 15     | Estland             | Estisch en Engels     | Arhanna                            | Hoiame kokku         | 6    | 43      | 49     |
| 16     | Ierland             | Iers                  | Jessica McKean feat. Sophie Lennon | Aisling              | 8    | 34      | 42     |

## Wijzigingen

Deelnemende landen
Landen die in het verleden deelgenomen hebben, maar in 2023 afwezig waren

### Debuterende landen
- Estland – Op 29 augustus 2023 werd het debuut van Estland aangekondigd. Deze bekendmaking kwam tegelijkertijd met de vrijgave van de volledige deelnemerslijst. Hiermee werd Estland het eerste debuterende land sinds 2020.[3]

### Terugkerende landen
- Duitsland – De Duitse omroep KiKA trok zich in 2022 terug en gaf toen al aan van plan te zijn om in 2023 terug te keren.[4]

### Terugtrekkende landen
- Kazachstan – De Kazachstaanse omroep Khabar Agency maakte op 6 juni 2023 bekend zich terug te trekken. Er werd hierbij geen reden genoemd. Wel hoopte de omroep om het jaar nadien terug te kunnen aantreden.[5]
- Servië – De Servische omroep maakte op 1 augustus 2023 bekend zich om financiële redenen terug te trekken.[6]

## Terugkerende artiesten
| Land    | Artiest                              | Plaats | Eerdere deelname | Plaats toen |
| ------- | ------------------------------------ | ------ | ---------------- | ----------- |
| Ierland | Sophie Lennon (feat. Jessica McKean) | 16     | Ierland 2022     | 4           |